# Le Morclan
Le Morclan est une montagne de France située en Haute-Savoie, dans le massif du Chablais, au-dessus de Châtel.
Culminant à 1 970 mètres d'altitude, le sommet est fortement aménagé avec la présence d'antennes et de la gare d'arrivée d'un télésiège. Ces installations et le sommet en lui-même se trouvent en France, la frontière avec la Suisse passant juste à l'est.